# Rosca

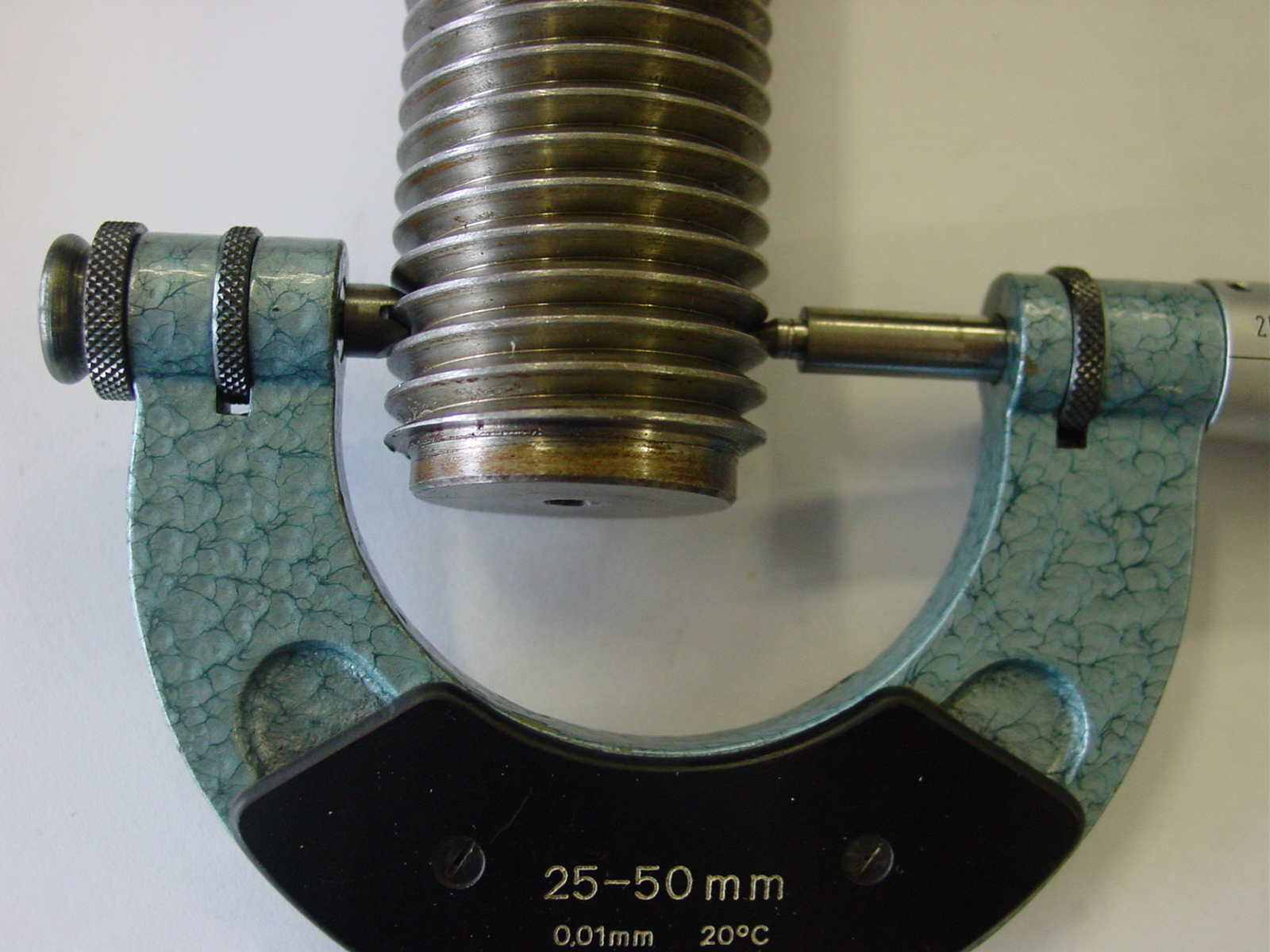
Rosca sendo medida em um micrómetro.

A rosca é uma aresta ou filete de determinado perfil que é enrolado sobre um cilindro ou um cone, formando uma hélice. A primeira é chamada de rosca cilíndrica  e a última de rosca cônica.  A rosca converte o movimento rotativo em movimento linear e vice-versa, sendo considerada uma máquina simples.
A vantagem mecânica de uma rosca de parafuso depende de seu avanço, que é a distância linear que o parafuso percorre em uma volta. Na maioria das aplicações, o avanço de uma rosca de parafuso é escolhido de modo que o atrito seja suficiente alto para evitar que o movimento linear seja convertido em rotativo, ou seja, para que o parafuso não deslize mesmo quando uma força linear é aplicada, desde que nenhuma força rotacional externa esteja presente. Essa condição é conhecida como autotravante e é essencial para a grande maioria de seus usos. O aperto da rosca de um parafuso de fixação é comparável a cravar uma cunha em uma lacuna até que ela se prenda fixamente por fricção e por uma leve deformação elástica.

## História
Embora a data exata dessa invenção ainda permaneça obscura, o filósofo, matemático pitagórico Arquitas de Tarento é considerado seu inventor. É conhecido como fundador da matemática aplicada a mecânica.

## Aplicações
As rosca de parafusos têm várias aplicações:
- Fixação:
  - Fixadores, como parafusos de madeira, parafusos de máquina, porcas e parafusos;
  - Conexão entre tubos e mangueiras, tampas e acessórios.
- Transmissão: acionamento por rosca sem-fim;
- Acionamento linear: transformação do movimento rotativo em deslocamento linear, como em fusos de macacos e acionamentos de portões automáticos;
- Medição: como no instrumento de medição micrômetro;

Em todas as aplicação acima é importante observar que:
- existe a conversão de movimento rotativo em linear;
- impedimento do movimento linear sem a rotação correspondente.

## Características
São definidas por quatro características básicas:
- Pelo perfil do filete: triangular, quadrado, trapezoidal, etc.;

- Pelo seu tamanho (diâmetro da rosca);
- Pelo número de filetes (por polegada) ou pelo passo (milímetro);
- Pelo gênero, isto é, se é macho (externa) ou fêmea (interna).

Algumas rosca  permitem a transferência de potência, neste caso elas têm o perfil quadrado ou trapezoidal. O parafuso que movimenta a mandíbula móvel da morsa é um exemplo de movimento entre peças.

## Tipos e padrões
Os filetes das roscas apresentam vários perfis. Esses perfis, sempre uniformes, dão nome as roscas e condicionam sua aplicação.
Temos os seguintes perfis das roscas:
- Triangular: Parafusos e porcas de fixação na união de peças. Ex.: Fixação da  roda do carro.
- Trapezoidal: Parafusos que transmitem movimento suave e uniforme. Ex.: Fusos de máquinas.
- Redonda: Parafusos de grandes diâmetros sujeitos a grandes esforços. Ex.: Equipamentos ferroviários.
- Quadrada: Parafusos que sofrem grandes esforços e choques. Ex.: Prensas e morsas.
- Dente de Serra: Parafusos que exercem grande esforço num só sentido Ex.: macacos de catraca.

Dependendo da inclinação dos filetes em relação ao eixo do parafuso, as roscas ainda podem ser direita e esquerda. Na rosca direita, o filete sobe da direita para a esquerda. Na rosca esquerda, o filete sobe da esquerda para a direita

### Roscas triangulares
Dentre as roscas normalizadas utilizadas na construção de máquinas, a de uma entrada, secção transversal triangular com ângulo de 60º (rosca métrica) ou 55º (rosca whitworth) entre flancos, é empregada nos parafusos de fixação (maior atrito), enquanto as demais servem aos parafusos de movimento. Diâmetro nominal é o diâmetro externo da parte roscada do parafuso; apenas as roscas whitworth para tubos têm, como diâmetro nominal, o diâmetro interno da parte roscada do tubo ( diâmetro da secção transversa livre do tubo).

### Roscas Redondas
O perfil de rosca Circular ou redonda existe com o objetivo de evitar que ocorra acumulação de detritos e danos mecânicos. De forma que se obtenha uma resistência maior ao desgaste e atrito que ocorre com outras roscas devido à ausência de bordas. Para os padrões de qualidade destas roscas assuas principais normas são DIN 405, DIN 15403 e DIN 20400. 
Aplicações.
Utilização pratica das roscas arredondadas são na maior para utilizadas na fixação das embreagens, portões, travas entre eixos de vagões e válvulas de grande dimensão com objetivos específicos.
Não é necessário que exista grande manutenção uma vez que nestas utilizações a limpeza e lubrificação são mínimas devido a dificuldade existente das suas aplicações, recomendando-se a substituição em eventuais manutenções. Existe também uma barra redonda nestas roscas responsável por ser o elemento de ligação para suportar os grandes choques e desgastes que ocorrem na utilização. 
A sua aplicação ocorre justamente em campos petrolíferos, fornecendo uma conexão sem vazamentos em campo, de forma que exista confiabilidade e alto nível de segurança em suas aplicações. Automóveis europeus utilizam este tipo de rosca no local onde pode ser encaixado o reboque, carros da Porsche e BMW utilizando a rosca seguindo as especificações da norma DIN 405 com Rd 20 x 1/8" e 405 Rd 16 x 1/8”. 
Esta rosca possui flancos perpendiculares ao eixo, de acordo com as especificações das normas, usado para transmitir movimento e energia, por não terem um perfil que não é quadrado e nem em V, suas aplicações são limitadas e definidas para projetos específicos. As roscas redondas possuem articulação arredondada e lisa no fuso, de forma que protege a porca contra o desgaste, em aplicações mais específicas é utilizado bordas arredondada para reduzir a tensão em materiais mais macios em pontos de conexão específicos, também é utilizado atuadores para reduzir ainda mais este desgaste. 
Algumas lâmpadas com crista arredondadas e raiz articuladas que se assemelham ao parafuso de Edison também utilizam este tipo de rosca, embora as lâmpadas tenham um ângulo de rosca muito mais raso que a maioria das roscas redondas.

### UNC
Rosca grossa, é recomendada para uso geral em  engenharia. Na tabela as dimensões com (*) indicam roscas “unified” (unificados) e “american standard” são representadas por UNC. As demais representam somente à “american standard” e representadas por NC.
Exemplo: designação de uma rosca interna de ¼” de diâmetro nominal, 20 fios por polegada, “unified” e com qualidade 2.

### UNF
Rosca fina, recomendada para uso geral em automóveis, aviões e outras aplicações onde a espessura da parede exija rosca fina. Na tabela as dimensões com (*) indicam roscas “unified” (unificados) e “american standard” são representadas por UNF. As demais representam somente à “american standard” e representadas por NF. Exemplo: designação de uma rosca externa de 5/16” de diâmetro nominal, 24 filetes por polegada, rosca fina “unified” e com qualidade 2.

### Rosca métrica
A rosca métrica fina, num determinado comprimento, possui maior número de filetes do que a rosca normal. Permite melhor fixação da rosca, evitando que se soltem do parafuso, em caso de vibração das máquinas.
possuem 60 graus na distancias dos filetes.
| “DIN 405: Rd Knuckle Screw Thread”                                  |      |       |                   |                   |                      |                      |                   |                   |
| Limites e tolerâncias para roscas externas em mm (exceto para TPI*) |      |       |                   |                   |                      |                      |                   |                   |
| Designação da Rosca                                                 | TPI* | Passo | 6h Diâmetro Maior | 6h Diâmetro Maior | 7h Diâmetro no passo | 7h Diâmetro no passo | 7h Diâmetro Menor | 7h Diâmetro Menor |
| Designação da Rosca                                                 | TPI* | Passo | Max               | Min               | Max                  | Min                  | Max               | Min               |
| Rd 8 x 1/10                                                         | 10   | 2.540 | 8.000             | 7.665             | 6.730                | 6.530                | 5.460             | 5.210             |
| Rd 9 x 1/10                                                         | 10   | 2.540 | 9.000             | 8.665             | 7.730                | 7.530                | 6.460             | 6.210             |
| Rd 10 x 1/10                                                        | 10   | 2.540 | 10.000            | 9.665             | 8.730                | 8.530                | 7.460             | 7.210             |
| Rd 11 x 1/10                                                        | 10   | 2.540 | 11.000            | 10.665            | 9.730                | 9.530                | 8.460             | 8.210             |
| Rd 12 x 1/10                                                        | 10   | 2.540 | 12.000            | 11.665            | 10.730               | 10.530               | 9.460             | 9.210             |
| Rd 14 x 1/8                                                         | 8    | 3.175 | 14.000            | 13.625            | 12.730               | 12.494               | 10.825            | 10.525            |
| Rd 16 x 1/8                                                         | 8    | 3.175 | 16.000            | 15.625            | 14.412               | 14.176               | 12.825            | 12.525            |
| Rd 18 x 1/8                                                         | 8    | 3.175 | 18.000            | 17.625            | 16.412               | 16.176               | 14.825            | 14.525            |
| Rd 20 x 1/8                                                         | 8    | 3.175 | 20.000            | 19.625            | 18.412               | 18.176               | 16.825            | 16.525            |
| Rd 22 x 1/8                                                         | 8    | 3.175 | 22.000            | 21.625            | 20.412               | 20.176               | 18.825            | 18.525            |
| Rd 24 x 1/8                                                         | 8    | 3.175 | 24.000            | 23.625            | 22.412               | 22.176               | 20.825            | 20.525            |
| Rd 26 x 1/8                                                         | 8    | 3.175 | 26.000            | 25.625            | 24.412               | 24.176               | 22.825            | 22.525            |
| Rd 28 x 1/8                                                         | 8    | 3.175 | 28.000            | 27.625            | 26.412               | 26.176               | 25.825            | 25.525            |
| Rd 30 x 1/8                                                         | 8    | 3.175 | 30.000            | 29.625            | 28.412               | 28.176               | 26.825            | 26.525            |
| Rd 32 x 1/8                                                         | 8    | 3.175 | 32.000            | 31.625            | 30.412               | 30.176               | 28.825            | 28.525            |
| Rd 36 x 1/8                                                         | 8    | 3.175 | 36.000            | 35.625            | 34.412               | 34.176               | 32.825            | 32.525            |
| Rd 40 x 1/6                                                         | 6    | 4.233 | 40.000            | 39.525            | 37.883               | 37.583               | 35.767            | 35.392            |
| Rd 44 x 1/6                                                         | 6    | 4.233 | 44.000            | 43.525            | 41.883               | 41.583               | 39.767            | 39.392            |
| Rd 48 x 1/6                                                         | 6    | 4.233 | 48.000            | 47.525            | 45.883               | 45.583               | 43.767            | 43.392            |
| Rd 52 x 1/6                                                         | 6    | 4.233 | 52.000            | 51.525            | 49.883               | 49.583               | 47.767            | 47.392            |
| Rd 55 x 1/6                                                         | 6    | 4.233 | 55.000            | 54.525            | 52.883               | 52.583               | 50.767            | 50.392            |
| Rd 60 x 1/6                                                         | 6    | 4.233 | 60.000            | 59.525            | 57.883               | 57.583               | 55.767            | 55.392            |
| Rd 65 x 1/6                                                         | 6    | 4.233 | 65.000            | 64.525            | 62.883               | 62.583               | 60.767            | 60.392            |
| Rd 70 x 1/6                                                         | 6    | 4.233 | 70.000            | 69.525            | 67.883               | 67.583               | 65.767            | 65.392            |
| Rd 75 x 1/6                                                         | 6    | 4.233 | 75.000            | 74.525            | 72.883               | 72.583               | 70.767            | 70.392            |
| Rd 80 x 1/6                                                         | 6    | 4.233 | 80.000            | 79.525            | 77.883               | 77.583               | 75.767            | 75.392            |
| Rd 85 x 1/6                                                         | 6    | 4.233 | 85.000            | 84.525            | 82.883               | 82.583               | 80.767            | 80.392            |
| Rd 90 x 1/6                                                         | 6    | 4.233 | 90.000            | 89.525            | 87.883               | 87.583               | 85.767            | 85.392            |
| Rd 95 x 1/6                                                         | 6    | 4.233 | 95.000            | 94.525            | 92.883               | 92.583               | 90.767            | 90.392            |
| Rd 100 x 1/6                                                        | 6    | 4.233 | 100.000           | 99.525            | 97.883               | 97.583               | 95.767            | 95.392            |
| Rd 110 x 1/4                                                        | 4    | 6.350 | 110.000           | 109.370           | 106.825              | 106.425              | 103.650           | 103.150           |
| Rd 120 x 1/4                                                        | 4    | 6.350 | 120.000           | 119.370           | 116.825              | 116.425              | 113.650           | 113.150           |
| Rd 130 x 1/4                                                        | 4    | 6.350 | 130.000           | 129.370           | 126.825              | 126.425              | 123.650           | 123.150           |
| Rd 140 x 1/4                                                        | 4    | 6.350 | 140.000           | 139.370           | 136.825              | 136.425              | 133.650           | 133.150           |
| Rd 150 x 1/4                                                        | 4    | 6.350 | 150.000           | 149.370           | 146.825              | 146.425              | 143.650           | 143.150           |
| Rd 160 x 1/4                                                        | 4    | 6.350 | 160.000           | 159.370           | 156.825              | 156.425              | 153.650           | 153.150           |
| Rd 170 x 1/4                                                        | 4    | 6.350 | 170.000           | 169.370           | 166.825              | 166.425              | 163.650           | 163.150           |
| Rd 180 x 1/4                                                        | 4    | 6.350 | 180.000           | 179.370           | 176.825              | 176.425              | 173.650           | 173.150           |
| Rd 190 x 1/4                                                        | 4    | 6.350 | 190.000           | 189.370           | 186.825              | 186.425              | 183.650           | 183.150           |
| Rd 200 x 1/4                                                        | 4    | 6.350 | 200.000           | 199.370           | 196.825              | 196.425              | 193.650           | 193.150           |

### Roscas NPT e BSP
As roscas NPT (National Pipe Thread) e BSP (British Standard Pipe) são dois padrões amplamente utilizados em sistemas hidráulicos, porém com diferenças fundamentais:
- Origem e aplicação geográfica
  - NPT é o padrão adotado nos Estados Unidos e Canadá.
  - BSP é o padrão predominante na Europa, Reino Unido, Ásia, Oceania e boa parte do restante do mundo.
- Forma da rosca e vedação
  - NPT tem perfil de filete com ângulo de 60° e cotovelos/tope retos (Sellers form); são apenas cônicas, garantindo vedação por interferência.
  - BSP possui ângulo de 55°, com perfil arredondado (forma Whitworth) e com roscas paralelas (BSPP/G) ou cônicas (BSPT/R)
  - Além da diferença de ângulo, os filetes de pico e vale têm formatos distintos — pontudos na NPT e arredondados na BSP
- Compatibilidade
  - ‌As roscas não são intercambiáveis: NPT e BSP diferem em pitch (roscas por polegada) e geometria, o que impede vedação adequada entre elas